# WeCrashed
WeCrashed es una miniserie dramática basada en el podcast WeCrashed: The Rise and Fall of WeWork de Wondery. Se estrenó en Apple TV+ el 18 de marzo de 2022.

## Sinopsis
WeCrashed seguirá el ascenso lleno de codicia y la caída inevitable de WeWork, una de las nuevas empresas más valiosas del mundo, y los narcisistas cuyo amor caótico lo hizo todo posible.

## Episodios
Los primeros tres episodios disponibles de inmediato y el resto debutando semanalmente hasta el 22 de abril.

## Reparto

### Principal
- Jared Leto como Adam Neumann, cofundador de WeWork y esposo de Rebekah Neumann
- Anne Hathaway como Rebekah Neumann, esposa de Adam Neumann
- Kyle Marvin como Miguel McKelvey, cofundador de WeWork
- America Ferrera como Elishia Kennedy

### Recurrente
- Robert Emmet Lunney como Richard
- O. T. Fagbenle como Cameron Lautner

## Producción
Después de que Lee Eisenberg firmó un acuerdo general de varios años con Apple, se informó que en febrero de 2020 se estaba desarrollando una serie dramática basada en la historia de WeWork. En diciembre de 2020 se anunció que Apple TV+ había puesto en desarrollo la serie, con Jared Leto en negociaciones para protagonizar. John Requa y Glenn Ficarra estaban listos para dirigir, con Lee Eisenberg y Drew Crevello creando y escribiendo la serie. La serie recibió un pedido de serie de ocho episodios el próximo mes, y se confirmó que Leto protagonizaría junto a Anne Hathaway; ambos actuarán como productores ejecutivos. En abril de 2021, Kyle Marvin fue elegido para un papel principal, interpretando a Miguel McKelvey, otro cofundador de WeWork. En julio de 2021, se agregó al elenco a America Ferrera. En agosto de 2021, O. T. Fagbenle se agregó al elenco en calidad recurrente. En octubre de 2021, Theo Stockman se agregó al elenco en un papel recurrente.

### Rodaje
En mayo de 2021, se vio a Hathaway filmando la serie en la ciudad de Nueva York. El 21 de septiembre de 2021, Hathaway declaró que la filmación había terminado.

## Lanzamiento
La serie se estrenó el 18 de marzo de 2022.